# 広神村

現・魚沼市域における平成の大合併。当町は小出町の北隣に位置した。

広神村（ひろかみむら）は、かつて新潟県北魚沼郡にあった村。2004年（平成16年）11月1日、小出町・堀之内町・湯之谷村・守門村・入広瀬村と新設合併して魚沼市が発足し、広神村は廃止された。
2000年（平成12年）の国勢調査において、小出町への通勤率は16.4%。

## 地理
村の面積のうち田畑は12.5%、宅地は1.8%であり、その他は山林や雑種地などが占めている。
- 山：権現堂・唐松山、鳥屋ヶ峰
- 河川：破間川
- 湖沼：

### 気候
最高積雪は多くの年で2 mを超え、3か月以上の根雪となる。

### 隣接していた自治体
- 東：入広瀬村
- 西：堀之内町、古志郡山古志村
- 北：守門村
- 南：湯之谷村、小出町

## 歴史
- 1889年（明治22年）4月1日 - 町村制施行により、北魚沼郡島町村・藪神村・羽川村・下条村・中条村・小平尾村が成立。
- 1901年（明治34年）11月1日
  - 島町村の一部（中島・中島新田地区）と藪神村・羽川村が合併して藪神村が発足。島町村の残部である四日町地区は小出町・佐梨村と合併して小出町となる。
  - 下条村・中条村・小平尾村が合併して広瀬村が発足。
- 1955年（昭和30年）3月30日 - 藪神村と広瀬村が合併し、広神村が発足[3]。
- 1956年（昭和31年）10月1日 - 隣接する山古志村芋川地区を編入[3]。
- 2004年（平成16年）11月1日 - 小出町・堀之内町・湯之谷村・守門村・入広瀬村と合併して魚沼市が発足。広神村は廃止。

## 行政
- 村長：坂西満男

## 経済
- 農業 - 魚沼産コシヒカリの産地。

## 姉妹都市・提携都市
- 能登島町（石川県）

## 教育

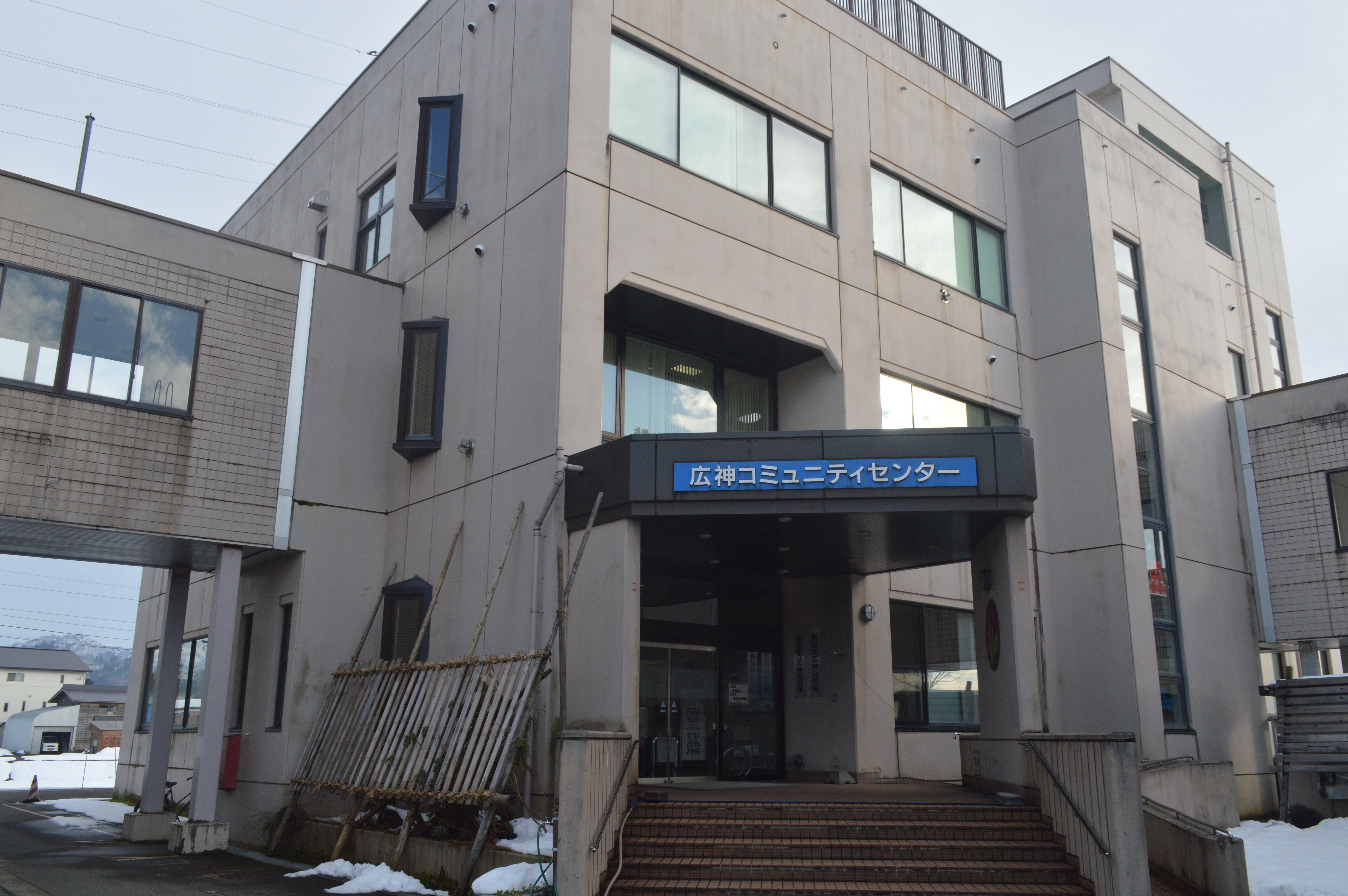
広神村中央公民館

小学校2校、中学校1校があった。

### 小学校
- 広神村立東小学校
- 広神村立西小学校

### 中学校
- 広神村立広神中学校

### 図書館
- 広神村図書館

## 交通

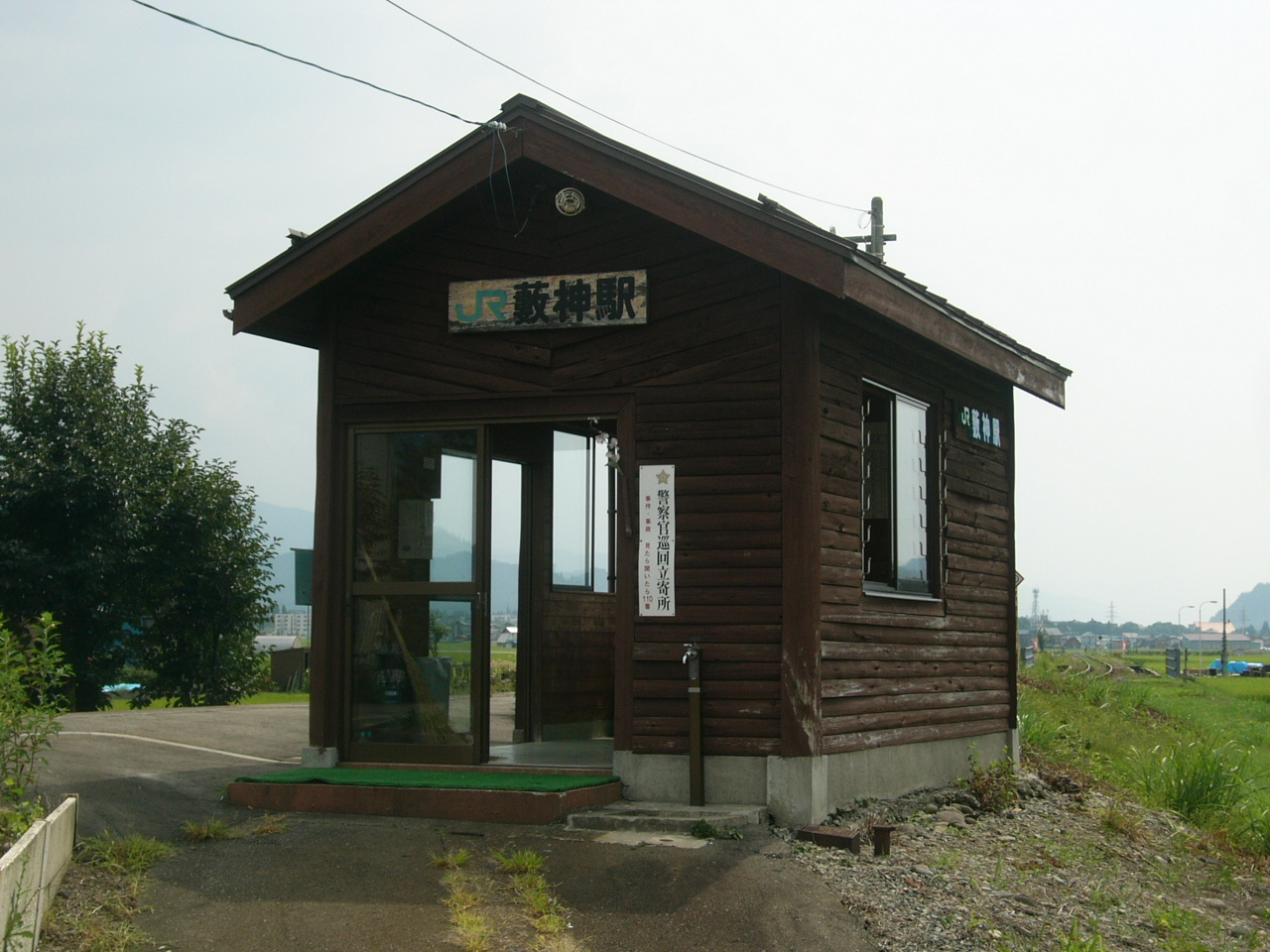
藪神駅

### 道路
- 国道252号
- 国道291号
- 国道352号
- 新潟県道70号小出守門線

### 鉄道
- 東日本旅客鉄道只見線：藪神駅 - 越後広瀬駅 - 魚沼田中駅

## 電話
1980年代までには旧広瀬村域の各家庭に有線放送電話が引かれた。専用の電話帳も作成され、防災無線も兼ねて活用されていた。

## 名所・旧跡・観光スポット

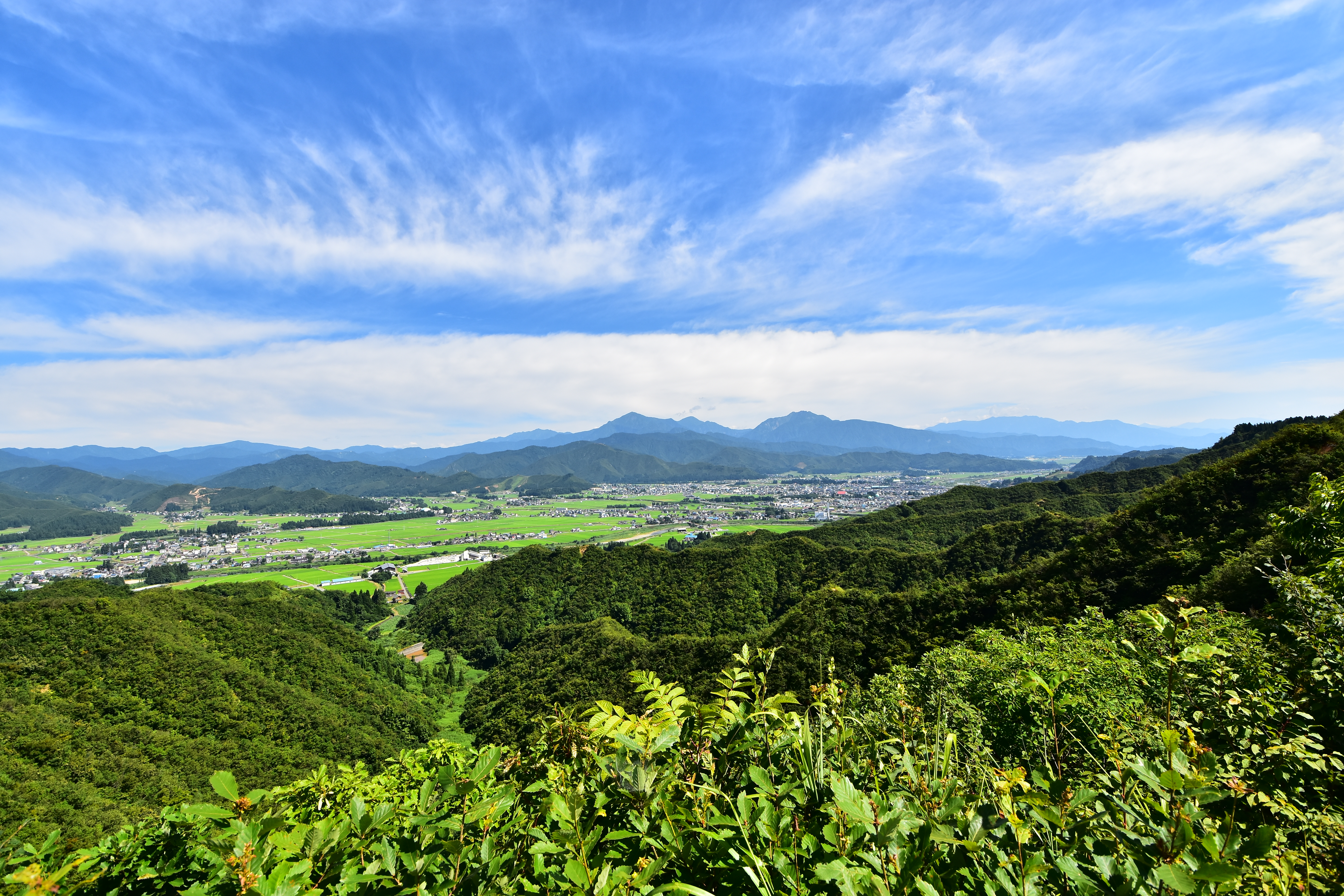
道光高原緑地公園からの景色（合併後の2018年7月撮影）

- 中山隧道
- 神湯温泉 神湯とふれあいの里
- 上原コスモス畑
- 道光高原緑地公園

### 祭事・催事
- 只見線ナイトウオーク25km・60km
- さつまいも祭り
- 鳥追い
- 歳の神
- ふるさとひろかみ触れ合い祭り

## 出身有名人
- 明田川孝（1909年 - 1958年） - 旧・藪神村出身。音楽研究家であり「日本のオカリナの父」。
- 荒川正昭（1936年 - ） - 医師。新潟大学学長・大学入試センター理事長。魚沼市名誉市民。
- 高橋逸郎 - NASPAニューオータニ取締役総支配人。
- 渡辺謙（1959年 - ） - 男性俳優。